# Napoleontische adelaar

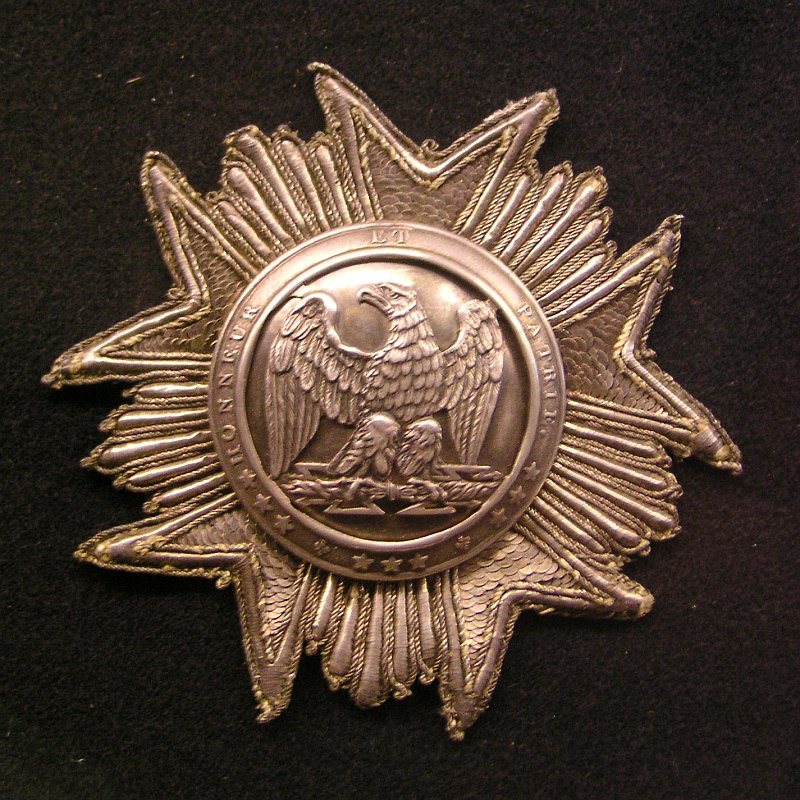
Adelaar op een ster

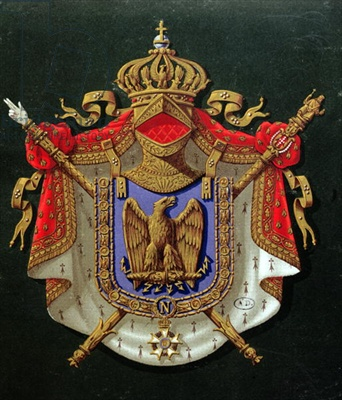
Adelaar in het wapen van Napoleon III

De napoleontische adelaar is een heraldisch motief dat door Napoleon I en Napoleon III van Frankrijk werd gebruikt.
De eerste keizer der Fransen moest voor zijn eigen propaganda symbolen gebruiken, maar hij kon geen gebruik maken van de beeldentaal en symboliek van de Franse koningen van het ancien régime. De al eeuwen gebruikte Franse lelie werd daarom vervangen door een gouden bij. In een Merovingisch graf in Noord-Frankrijk waren dergelijke bijen, kennelijk de restanten van een goud geborduurde mantel, gevonden.
De keizer gebruikte ook Karel de Grote en de Romeinse keizers en hun Romeinse Rijk en legioenen als voorbeelden. Beiden gebruikten adelaars als symbool van macht en weerbaarheid. De napoleontische adelaar wordt met gespreide vleugels en zittend op een donderkeil van saâmgebonden bliksemstralen afgebeeld.
Men zag deze adelaars tijdens Napoleons regering overal: op koetsen, waardepapieren, drukwerk, wapenschilden, uniformen en in interieurs. De adelaar werd afgebeeld op de sterren van het Legioen van Eer. Het gebruik van adelaars op de standaard van een regiment viel het meest in het oog. De Franse troepen werd geleerd dat de standaard met het leven moest worden beschermd.